# Гебю (комуна)
Комуна Гебю (швед. Heby kommun) — адміністративно-територіальна одиниця місцевого самоврядування, що розташована в лені Уппсала у центральній Швеції.
Гебю 91-а за величиною території комуна Швеції. Адміністративний центр комуни — місто Гебю.

## Населення
Населення становить 13 367 чоловік (станом на вересень 2012 року). 
| Кількість населення комуни Гебю за 1970-2010 роки | Кількість населення комуни Гебю за 1970-2010 роки | Кількість населення комуни Гебю за 1970-2010 роки | Кількість населення комуни Гебю за 1970-2010 роки | Кількість населення комуни Гебю за 1970-2010 роки |
| ------------------------------------------------- | ------------------------------------------------- | ------------------------------------------------- | ------------------------------------------------- | ------------------------------------------------- |
| Рік                                               |                                                   |                                                   | Населення                                         |                                                   |
| 1970                                              | 1970                                              |                                                   | 13 320                                            | 13 320                                            |
| 1975                                              | 1975                                              |                                                   | 13 189                                            | 13 189                                            |
| 1980                                              | 1980                                              |                                                   | 13 378                                            | 13 378                                            |
| 1985                                              | 1985                                              |                                                   | 13 088                                            | 13 088                                            |
| 1990                                              | 1990                                              |                                                   | 13 595                                            | 13 595                                            |
| 1995                                              | 1995                                              |                                                   | 13 944                                            | 13 944                                            |
| 2000                                              | 2000                                              |                                                   | 13 653                                            | 13 653                                            |
| 2005                                              | 2005                                              |                                                   | 13 634                                            | 13 634                                            |
| 2010                                              | 2010                                              |                                                   | 13 382                                            | 13 382                                            |
| Джерело: SCB                                      |                                                   |                                                   |                                                   |                                                   |

## Населені пункти
Комуні підпорядковано 7 міських поселень (tätort) та низка сільських, більші з яких:
- Гебю (Heby)
- Гарбу (Harbo)
- Моргонгова (Morgongåva)
- Рунгеллен (Runhällen)
- Тернше (Tärnsjö)
- Віттінге (Vittinge)
- Естервола (Östervåla)

## Міста побратими
Комуна підтримує побратимські контакти з такими муніципалітетами:
- Саарде, Естонія
- Каммєнна Гура, Польща

## Галерея

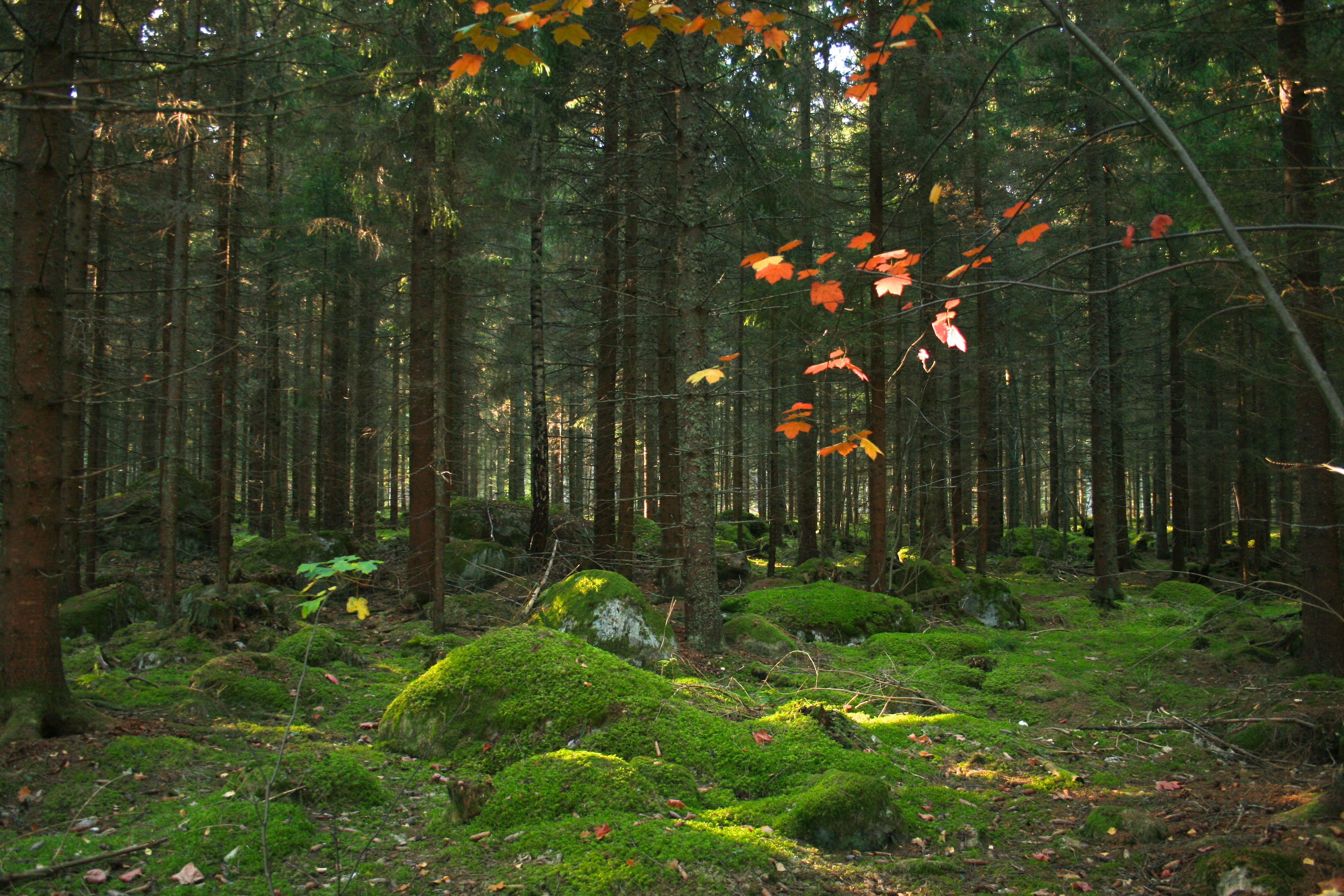
Національний парк Фернебуф'єрден
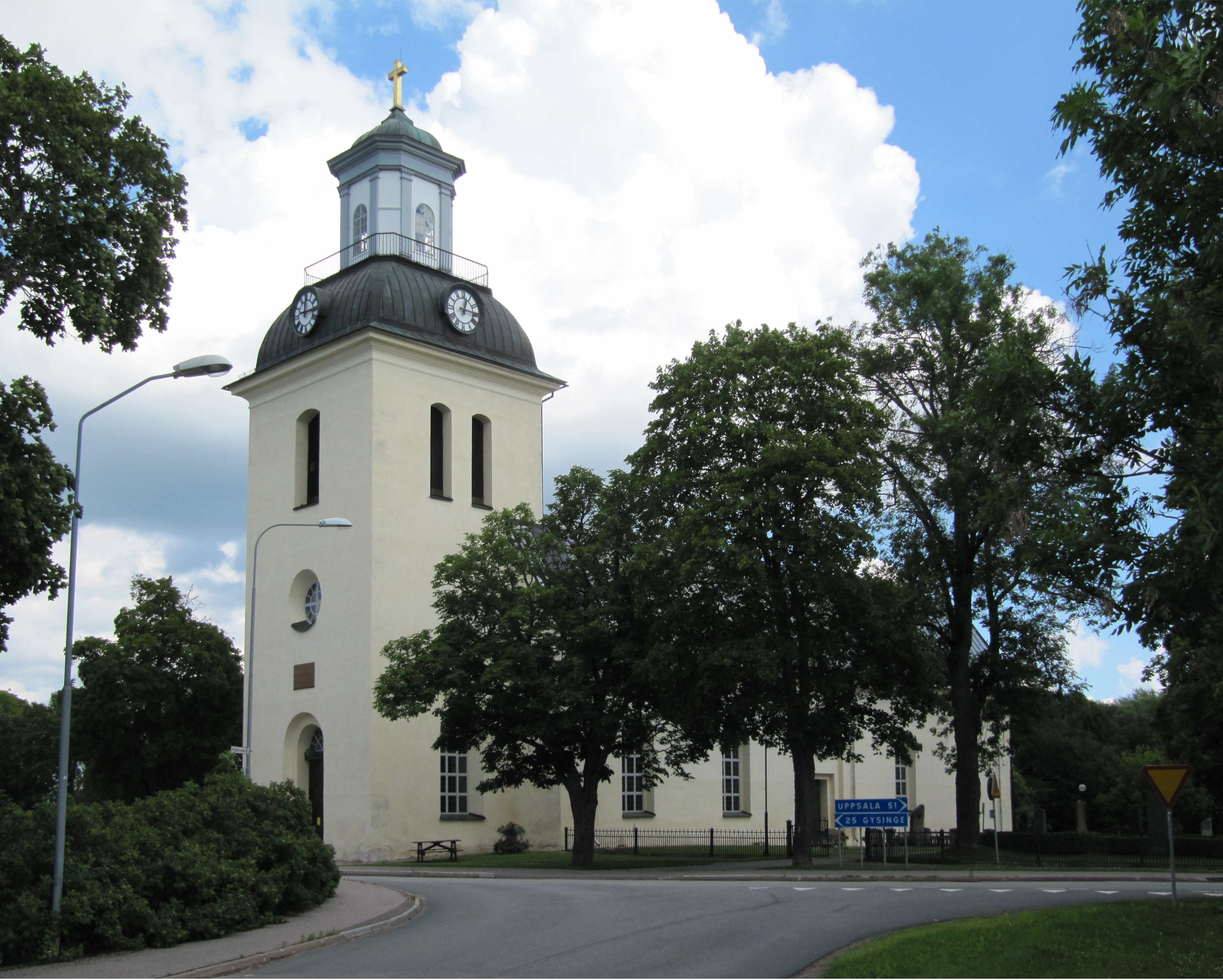
Церква (Естервола)
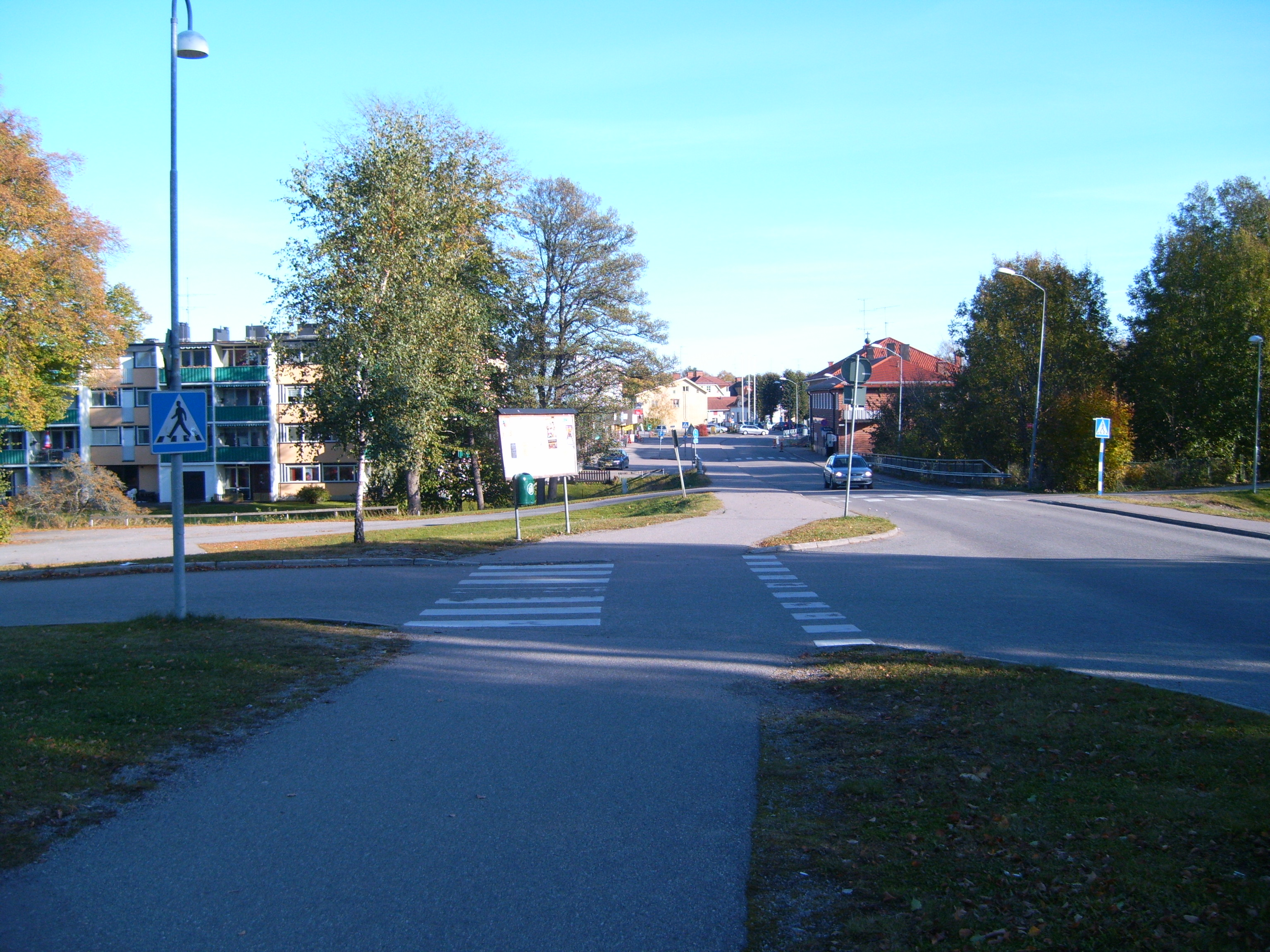
Містечко Гебю
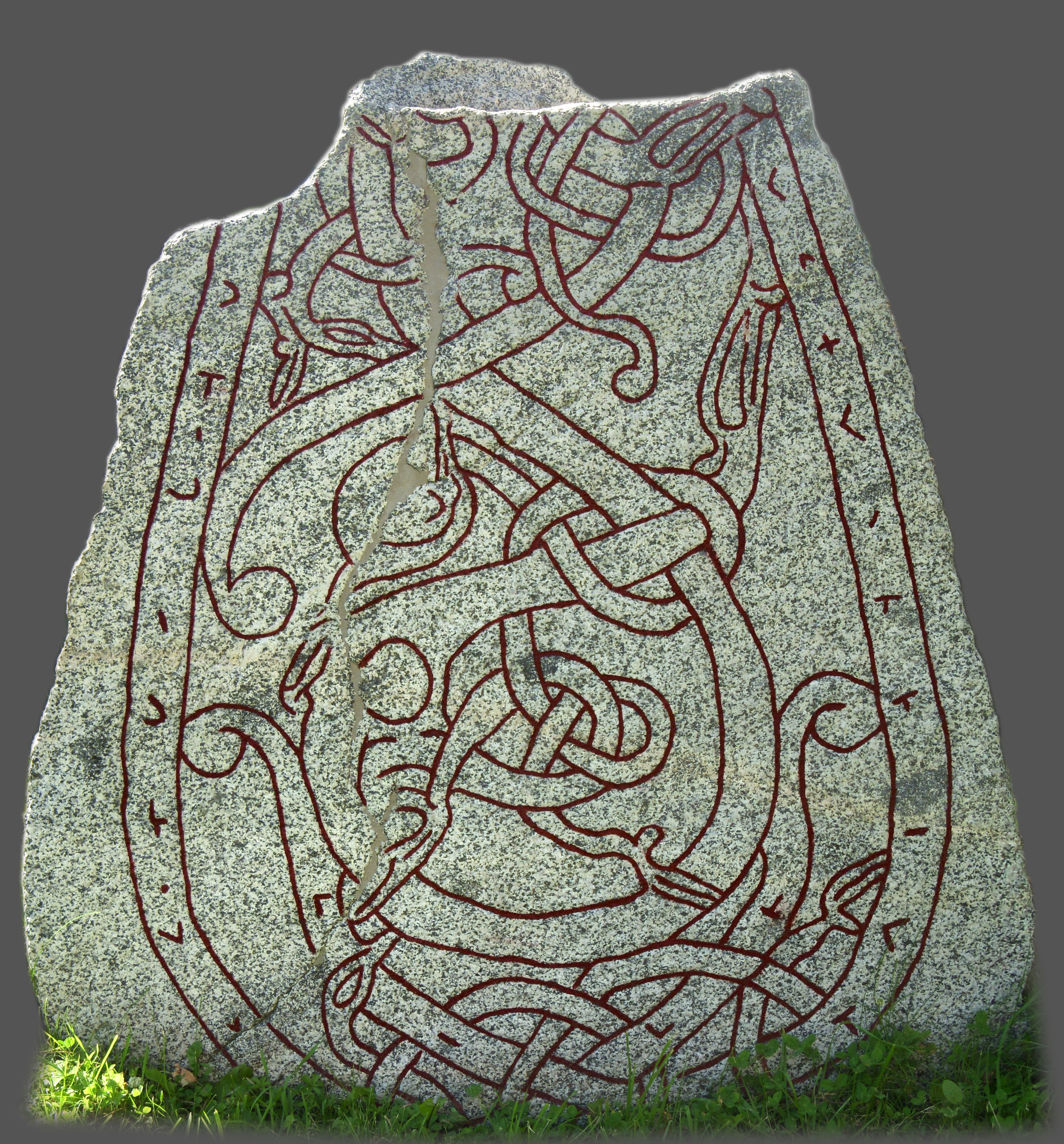
Рунічний камінь (Віттінге)

## Виноски
1. ↑  https://unt.se/artikel/5req28xr
2. ↑  https://www.heby.se/organisation-plats-och-politik/kommunens-organisation/kommunstyrelsen
3. ↑  https://www.heby.se/arkiv/nyheter/2024/2024-12-04-stort-tack-marie-wilen
4. ↑  https://gupea.ub.gu.se/bitstream/handle/2077/59894/gupea_2077_59894_1.pdf?sequence=1&isAllowed=y
5. ↑  https://gupea.ub.gu.se/bitstream/handle/2077/59890/gupea_2077_59890_1.pdf?sequence=1&isAllowed=y
6. ↑  https://gupea.ub.gu.se/bitstream/handle/2077/59889/gupea_2077_59889_1.pdf?sequence=1&isAllowed=y
7. ↑  https://gupea.ub.gu.se/bitstream/handle/2077/59833/gupea_2077_59833_1.pdf?sequence=1&isAllowed=y
8. ↑  https://gupea.ub.gu.se/bitstream/handle/2077/59832/gupea_2077_59832_1.pdf?sequence=1&isAllowed=y
9. ↑  https://gupea.ub.gu.se/bitstream/handle/2077/59887/gupea_2077_59887_1.pdf?sequence=1&isAllowed=y
10. ↑  https://ortsaktuellt.se/2024/11/dubbelt-tarnsjo-i-kommuntoppen/
11. ↑  Folkmangd i riket, lan och kommuner (шв.) . Центральне бюро статистики Швеції. Архів оригіналу за 20 серпня 2013. Процитовано 5 лютого 2013.